# Henri Manen
Pour les articles homonymes, voir Manen.
Henri Manen, né le 26 avril 1900 à Grateloup (Lot-et-Garonne) et mort le 8 août 1975 à La Pervenche, Saint-Julien-du-Gua (Ardèche), est un pasteur réformé français. Il est aumônier du camp d'internement et de déportation des Milles et témoigne des déportations de juifs en zone libre durant l'été 1942.

## Biographie
D'origine cévenole, Henri Manen est le fils de Garibaldi Manen, né à Saint-Germain-de-Calberte et pasteur de Saint-Martin-de-Lansuscle et d'Élise Marguerite Berthier. Il fait une année de philosophie à la faculté des lettres de Paris, puis fait ses études à la faculté de théologie protestante de l'université de Genève et est consacré pasteur en 1925.
Il est pasteur à Lasalle, Rouen puis Mulhouse. Durant l'évacuation des zones alsaciennes occupées au début de la Seconde Guerre mondiale, il doit se replier à Aix-en-Provence, dont il dessert la paroisse réformée, tout en devenant aumônier protestant de l'École militaire de Saint-Cyr et de l'École de Saint-Maixent. 
Henri Manen demande à être nommé au camp des Milles, qui est alors sous l'autorité du capitaine Charles Goruchon. Des Allemands de toutes origines, dont de nombreux artistes, sont internés dans cette ancienne briqueterie. Le pasteur obtient l'autorisation que les détenus protestants, ainsi que les Juifs convertis au protestantisme, assistent en fin de semaine au culte célébré au temple à Aix, ceci jusqu'en août 1942. À partir de ce moment le camp passe sous l'autorité de l'intendant de police de Marseille, Maurice de Rodellec du Porzic. Les rafles opérées par Vichy s'intensifient. Henri Manen apprend le 6 août 1942 que les internés du camp seront déportés vers le camp de Drancy. Ainsi le premier convoi de déportés quitte les Milles le 11 août 1942, suivi de deux autres les 13 et 23 août, un quatrième le 2 septembre 1942 et le dernier le 10. Henri Manen réussit à exfiltrer des internés du camp des Milles et raconte son combat et sa détresse dans un journal tenu quotidiennement du 9 au 13 août 1942 : Au fond de l'Abîme. Ce texte est traduit en allemand et publié dans un ouvrage consacré à l'Église confessante allemande.
Après la guerre, il est à nouveau pasteur à Mulhouse. Il publie Le Dieu libérateur et un recueil de sermons.
Alice et Henri Manen ont été reconnus Justes parmi les nations en 1986 pour leur action de sauvetage des internés juifs du Camp des Milles durant la Seconde Guerre mondiale.
La tombe d'Henri Manen se trouve à Saint-Julien-du-Gua, la partageant avec sa femme, Alice.

## Vie privée
Il épouse Alice Bertrand, fille du pasteur André-Numa Bertrand (1876-1946), vice-président de la Fédération protestante de France durant l'occupation nazie et « auteur d'initiatives dignes et courageuses en faveur des juifs » : il est notamment l'auteur d'une lettre au maréchal Pétain pour protester contre l’obligation faite aux juifs de porter l’étoile jaune, d'une protestation, après la Rafle du Vélodrome d'Hiver (1942), auprès du délégué du gouvernement auprès des autorités d’occupation « contre l’extermination d’une race, le martyre immérité de ses femmes et de ses enfants ».

## Publications
- Au fond de l'Abîme - Journal du camp des Milles, préface de Philippe Joutard, postface d'Alain Chouraqui, Éditions Ampelos 2013, 56 p.,  (ISBN 9782356180643)
- La Main de Dieu. Dix sermons prêchés à Aix-en-Provence, préface de Paul Liquier, Aix-en-Provence, P. Roubaud, 1943
- Le Dieu libérateur, Strasbourg, Oberlin, 1946.
- Messages : prédications du temps de la Passion et de la Semaine Sainte, avec Charles Dombre, Mulhouse, Secrétariat de la Paroisse Saint-Jean, 1950.
- Catholicisme et protestantisme : causeries protestantes, paroisse St-Jean Mulhouse, octobre-novembre 1953
- Le pasteur A.-N. Bertrand, témoin de l'unité évangélique 1876-1946, Nîmes, Chastanier et Bertrand, 1960 ?
- Une foi enracinée, la Pervenche : la résistance exemplaire d'une paroisse protestante ardéchoise (1685-1820), avec Philippe Joutard, Valence, Imprimeries réunies, 1972.
- La foi qui sauve, Paris, Société centrale évangélique, [s.d.].